# Bandiera e stemma della Virginia
La bandiera della Virginia è composta dal sigillo dello Stato su uno sfondo blu. La versione attuale della bandiera venne adottata all'inizio della guerra civile americana nel 1861.
Nella parte inferiore del sigillo compare il motto latino Sic semper tyrannis ("Così sempre ai tiranni"), attribuito a Bruto, che l'avrebbe pronunciato durante l'assassinio di Gaio Giulio Cesare. All'interno di esso, invece, è raffigurata una donna abbigliata alla maniera delle Amazzoni, personificazione della virtù e dello Stato della Virginia, ai cui piedi giace un uomo prostrato a terra, che rappresenta la tirannia e che tiene nella mano sinistra una catena e in quella destra una frusta.

## Origini
Le truppe Confederate al comando del Generale G.T. Beauregard aprirono il fuoco su Fort Sumter nel porto di Charleston, Carolina del Sud, il 12 aprile 1861. Il forte capitolò il giorno successivo e il 15 aprile 1861 il Presidente USA Abraham Lincoln chiese 75.000 volontari per invadere gli Stati Confederati.
Due giorni dopo la richiesta di volontari di Lincoln, la Convenzione della Virginia approvò "Un'Ordinanza di denuncia della ratifica della Costituzione degli Stati Uniti d'America da parte dello Stato della Virginia, e di riassunzione di tutti i poteri e i diritti garantiti da quella Costituzione."
La secessione della Virginia non fu formalmente completa fino alla ratifica dell'elettorato il quarto giovedì di maggio 1861. Ancora la Convenzione mise ai voti l'unione della Virginia agli Stati Confederati e adottò altre misure che indicavano chiaramente come non vi fossero dubbi sul risultato del referendum di maggio. Fra le ordinanze approvate dalla Convenzione ve ne è una adottata il 30 aprile 1861, intitolata:
N. 33 - ORDINANZA per stabilire una Bandiera per questa Comunità.
Sia ordinato dalla Convenzione della Comunità della Virginia che la Bandiera di questa Comunità sarà da ora in poi fatta di stamina, ed avrà un campo azzurro scuro con un cerchio bianco al centro,sul quale sarà dipinto o ricamato,in modo da vedersi ugualmente da ambo le parti, lo Stemma dello Stato, come descritto nella Convenzione del millesettecentosettantasei per un lato del Sigillo, e cioè:
"La Virtù, il genio della Comunità, abbigliata come un'Amazzone, appoggiata ad una lancia con una mano, e recante una spada nell'altra, e calpestante la tirannia, rappresentata da un uomo prostrato, una corona caduta dal suo capo, una catena spezzata nella sua mano sinistra e un flagello nella destra. Nell'esergo la parola Virginia sul capo della Virtù, e al di sotto le parole "Sic Semper Tyrannis." Questa Bandiera sarà conosciuta e rispettata come la Bandiera della Virginia.
Il Governatore regolerà a sua discrezione la grandezza e le dimensioni della Bandiera appropriate rispettivamente per forti, arsenali e pubblici edifici, per navi da Guerra e marina mercantile, per truppe in campagna e per ogni altro scopo; le quali regolazioni saranno da lui pubblicate e proclamate a seconda delle esigenze.
Questa Ordinanza entrerà in vigore alla sua approvazione.
Sebbene il Governatore della Virginia fosse stato autorizzato a "regolare la grandezza e le dimensioni" delle diverse Bandiere militari da farsi in base a questa ordinanza, fra maggio e settembre 1861 il Governatore Letcher fece pochi sforzi per definire le caratteristiche delle Bandiere militari di Stato. Due Bandiere (una per l'Arsenale di Richmond ed una per il Campidoglio) furono ordinate a George Ruskell il 2 maggio 1861, ma per i successivi quattro mesi l'approvvigionamento e la definizione della Bandiera di Stato furono lasciati a singoli artisti e ad appaltatori privati. In aggiunta a Ruskell, le ditte che produssero Bandiere di Stato per le Compagnie di Volontari e per alcuni Reggimenti comprendevano J.W. Belote di Norfolk, Virginia e probabilmente Charles A. Delano di Petersburg.
Ognuno di questi produttori abitualmente seguiva modelli e dimensioni di propria scelta. Quelle fatte da Ruskell incorporavano lo Stemma di Stato su un solo lato del campo. Lo stesso per quelle fatte da Belote.
Nel settembre 1861 il Governatore della Virginia finalmente assunse il controllo autorizzato dall'ordinanza di adozione. Cercando un sostituto per la Bandiera Nazionale Confederata del 1° modello, che era risultata così sconcertante sul campo alla prima battaglia di Manassas (per i federali prima battaglia di Bull Run), il Generale Joseph E. Johnston richiese a ciascuno Stato di provvedere Bandiere di Stato per le loro unità militari in campagna. Solo la Carolina del Nord e la Virginia avrebbero soddisfatto questa richiesta.
Il Governatore Letcher delegò la responsabilità di rifornire la Bandiera di Stato della Virginia per le unità militari al Segretario di Stato, George W. Munford. Per il materiale Munford si rivolse ai fornitori di Richmond, acquistando stoffa di lana merino azzurro scuro e bianca da J.B. Ferguson, M. Mittedorfer, M. Rosenbaum, and Thomas Smith, mentre la frangia di seta bianca fu acquistata da George Ruskell. Cinquanta aste per le prime Bandiere furono fatted a West & Co., mentre L.L. Barnes fornì le finiture di ottone per le aste.
Per produrre effettivamente le Bandiere George Munford si rivolse alla propria famiglia, primariamente alle sue sei figlie, che assieparono tutte le Bandiere fatte fino al tardo 1863. Per nascondere queste Signore al "mondo degli affari " (o evitare che sembrasse nepotismo), Munford fece sì che i pagamenti per la manifattura di queste bandiere fossero incanalati attraverso John R. Thompson, il quale accettava il pagamento "per conto di una società di Signore" e che inoltre provvide le coperture di lino per le Bandiere. Thompson ricevette il pagamento per 20 Bandiere il 13 novembre 1861, per altre 8 Bandiere di fanteria e 4 di cavalleria il 20 dicembre 1861 e per ulteriori 20 Bandiere di fanteria e 4 di cavalleria il 10 aprile 1862.
Nello stesso periodo Hugh P. Keane, un artista di Richmond, fu pagato per dipingere lo Stemma sul disco bianco centrale di queste bandiere. Il 24 dicembre 1861, considerevolmente dopo l'effettiva consegna delle Bandiere, Keane fu pagato per aver decorato 25 Bandiere di fanteria. Il 20 marzo 1862 Keane fu pagato per 49 Bandiere di fanteria e 8 di cavalleria, per un totale di 74 Bandiere di fanteria e 8 di cavalleria. Si pensa che un mancato pagamento a Thompson sia la causa della differenza fra le 74 Bandiere di fanteria dipinte da Keane e le 48 pagate alle sorelle Munford. Il conto per le 8 Bandiere di cavalleria ritorna su ambedue le serie di fatture.
queste bandiere di Stato per la fanteria del 1861 e 1862 generalmente misuravano circa 4.5 piedi all'inferitura per 5.25 - 6 piedi, oltre ai 2" della frangia bianca che decorava solo il lato più esterno. Ambedue i dischi di lana merino bianca da 31 – 33" inseriti sul campo azzurro portavano un'interpretazione a colori dello Stemma di Stato, con un cartiglio rosso superiore recante il nome dello Stato "VIRGINIA" in lettere bianche ed un cartiglio azzurro sotto lo Stemma, con il motto dello Stato, anche in lettere bianche. Le otto Bandiere di cavalleria misuravano solo 2.25 piedi all'inferitura per 2.5 piedi.
Le prime Bandiere furono consegnate direttamente dal Governatore alle unità della Virginia in notevoli cerimonie a Centreville, Virginia il 30 ottobre 1861. Successivamente le Bandiere furono spedite per espresso ai Colonnelli delle unità in campagna o ai loro Generali Comandanti.
Sebbene la maggior parte di queste bandiere venisse ritirata quando nel 1862 fu ordinato che la bandiera di battaglia sostituisse tutte le alter bandiere, nella parte occidentale della Virginia la bandiera di Stato continuò ad essere utilizzata, sia come bandiera principale del Reggimento o battaglione sia in congiunzione con la bandiera Nazionale. Con l'assunzione del comando di queste forze da parte del Generale Breckenridge nel tardo 1863, furono ordinate nuove bandiere di Stato. Per queste bandiere lo Stato aveva importato una grande quantità di lana merino e frangia di seta dalla Francia attraverso Bermuda a metà 1863. Poiché le figlie di Munford avevano apparentemente cessato la loro produzione di bandiere, lo Stato si rivolse ad una nuova combinazione di talenti. Per la manifattura delle bandiere il Governatore Letcher mise sotto contratto Rosetta Hunter. Il 17 dicembre 1863 Rosetta Hunter fu pagata per 7 bandiere d fanteria e 4 di cavalleria. È probabile comunque che ne avesse prodotte delle altre anche prima.
L'artista che decorò il disco bianco centrale di queste bandiere fu John Vanni. L'applicazione dello Stemma di Stato sulle undici bandiere fatte dalla Signora Hunter fu saldata a Vanni il 4 dicembre 1863. Comunque questo non era il primo lavoro di Vanni. Il 13 novembre 1863 era stato pagato per aver "dipinto quattro bandiere reggimentali per le Truppe dello Stato". Il 25 febbraio 1864 egli sarebbe stato pagato anche per aver "dipinto ed iscritto una bandiera di Stato per il 36º Reggimento Volontari della Virginia" (questa bandiera sarebbe stata catturata a Winchester il 19 settembre 1864.)
Le bandiere di Stato Hunter-Vanni differiscono considerevolmente nelle dimensioni, con l'inferitura variante da 4.25 a 5 piedi e la lunghezza da 6 a 7 piedi, esclusa la frangia bianca di seta. Il disco centrale bianco di 33" di diametro reca lo Stemma di Stato con "VIRGINIA" dipinto su un cartiglio azzurro scuro in nero ombreggiato sopra lo Stemma ed il motto dello Stato in lettere nere ombreggiate su un cartiglio cremisi. Le bandiere di cavalleria erano proporzionalmente più piccole, misurando circa 2.5 piedi all'inferitura per 3 piedi.
Sebbene si pensi che Rosetta Hunter abbia cucito cinque bandiere in più rispetto alle undici accreditatele complessivamente con le fatture del 4 e dell'11 dicembre 1863, essa non avrebbe più emesso fatture allo Stato per produzione di bandiere fino al 24 febbraio 1865. A quella data, tramite il Segretario di Stato George W. Munford, fu pagata per "la manifattura di 12 bandiere di Stato." Al posto di Vanni, l'artista responsabile per queste bandiere fu William B. Cox. Cox ricevette pagamenti per aver decorato il centro delle bandiere di Stato il 13 maggio 1864 (per 2), il 19 maggio 1964 (5), il 19 gennaio 1865 (1), ed il 31 gennaio 1865 (5). Sebbene il conto delle bandiere dipinte da Cox (13) non corrisponda a quello della Signora Hunter del 25 febbraio 1865 (per 12 bandiere), si pensa che si tratti delle stesse bandiere di Stato. Dimensioni ed altre caratteristiche di queste bandiere del tardo periodo bellico devono ancora essere individuate.